# Halowe Mistrzostwa Świata w Lekkoatletyce 1995 – pięciobój kobiet
Pięciobój kobiet – jedna z konkurencji rozgrywanych podczas halowych mistrzostw świata w lekkoatletyce w 1995.
Udział w tej konkurencji brało 12 zawodniczek z 8 państw. Wszystkie konkurencje (bieg 60 m przez płotki, skok wzwyż, pchnięcie kulą, skok w dal, bieg na 800 m) rozegrano 10 marca.
Zawody w tej konkurencji wygrała reprezentantka Rosji Swietłana Moskalec. Drugą pozycję zajęła zawodniczka ze Stanów Zjednoczonych Kym Carter, trzecią zaś reprezentująca Rosję Irina Tiuchaj.

## Wyniki
| Miejsce | Zawodniczka         | Państwo           | Konkurencje        | Konkurencje        | Konkurencje        | Konkurencje        | Konkurencje        | Wynik końcowy | Uwagi |
| Miejsce | Zawodniczka         | Państwo           | 60mH               | HJ                 | SP                 | LJ                 | 800m               | Wynik końcowy | Uwagi |
| ------- | ------------------- | ----------------- | ------------------ | ------------------ | ------------------ | ------------------ | ------------------ | ------------- | ----- |
| 01 !    | Swietłana Moskalec  | Rosja             | 8,20 s (1084 pkt.) | 1,88 m (1080 pkt.) | 14,41 m (821 pkt.) | 6,55 m (1023 pkt.) | 2:19,78 (825 pkt.) | 4834 pkt.     | CR    |
| 02 !    | Kym Carter          | Stany Zjednoczone | 8,37 s (1046 pkt.) | 1,79 m (966 pkt.)  | 14,82 m (849 pkt.) | 6,11 m (883 pkt.)  | 2:15,34 (888 pkt.) | 4632 pkt.     |       |
| 03 !    | Irina Tiuchaj       | Rosja             | 8,33 s (1055 pkt.) | 1,79 m (966 pkt.)  | 13,91 m (788 pkt.) | 6,55 m (1023 pkt.) | 2:22,49 (790 pkt.) | 4622 pkt.     |       |
| 4.      | Swietłana Buraga    | Białoruś          | 8,27 s (1068 pkt.) | 1,73 m (891 pkt.)  | 13,43 m (756 pkt.) | 6,34 m (956 pkt.)  | 2:12,15 (795 pkt.) | 4466 pkt.     |       |
| 5.      | Liliana Năstase     | Rumunia           | 8,30 s (1061 pkt.) | 1,70 m (855 pkt.)  | 13,89 m (787 pkt.) | 6,20 m (912 pkt.)  | 2:19,40 (832 pkt.) | 4447 pkt.     |       |
| 6.      | Mona Steigauf       | Niemcy            | 8,34 s (1052 pkt.) | 1,79 m (966 pkt.)  | 11,88 m (653 pkt.) | 6,17 m (902 pkt.)  | 2:16,48 (872 pkt.) | 4445 pkt.     |       |
| 7.      | Anżeła Atroszczenko | Białoruś          | 8,71 s (971 pkt.)  | 1,73 m (891 pkt.)  | 13,06 m (731 pkt.) | 6,48 m (1001 pkt.) | 2:18,26 (847 pkt.) | 4441 pkt.     |       |
| 8.      | Sharon Jaklofsky    | Holandia          | 8,34 s (1052 pkt.) | 1,73 m (891 pkt.)  | 13,21 m (741 pkt.) | 6,46 m (994 pkt.)  | 2:25,04 (756 pkt.) | 4434 pkt.     |       |
| 9.      | Jamie McNeair       | Stany Zjednoczone | 8,25 s (1073 pkt.) | 1,76 m (928 pkt.)  | 12,81 m (715 pkt.) | 5,91 m (822 pkt.)  | 2:19,76 (827 pkt.) | 4365 pkt.     |       |
| 10.     | Karin Ertl          | Niemcy            | 8,60 s (995 pkt.)  | 1,82 m (1003 pkt.) | 11,89 m (654 pkt.) | 5,87 m (810 pkt.)  | 2:23,90 (771 pkt.) | 4233 pkt.     |       |
| 11.     | Inma Clopés         | Hiszpania         | 8,85 s (941 pkt.)  | 1,73 m (891 pkt.)  | 12,90 m (721 pkt.) | 5,74 m (771 pkt.)  | 2:27,24 (728 pkt.) | 4052 pkt.     |       |
| 12.     | Marcela Podracká    | Słowacja          | 8,81 s (950 pkt.)  | 1,76 m (928 pkt.)  | 13,95 m (791 pkt.) | 4,17 m (347 pkt.)  | 2:35,47 (626 pkt.) | 3642 pkt.     |       |